# Amanda Righetti
Amanda Righetti, född 4 april 1983 i St. George, Utah, är en amerikansk skådespelare som är mest känd för roller i serier som North Shore, OC och The Mentalist. Amanda har tidigare varit gift med Jordan Alan (2006-2017), de har en son tillsammans, Knox Addison Alan.

## FHMRanking
- 2005: #59
- 2006: #84

## Filmografi

### Skådespelare
Urval av roller:
- Friday the 13th (2009) - Whitney
- Role Models (2008) - Isabel
- The Mentalist (2008-Present)(TV) - Grace Van Pelt
- Matter (2008) - okänd
- K-Ville (2007) (TV) - A.J. Gossett
- Return to House on Haunted Hill (2007) (V) - Ariel
- Pipeline (2007) - Jocelyn
- Marlowe (2007) (TV) - Jessica Reede
- Scarface: The World Is Yours (2006) (VG) - (röst)
- Entourage (TV) - Katrina
- Enemies - Kelly Callaway (TV Pilot)
- Reunion (2005) (TV) - Jenna Moretti
- North Shore (2004-2005) (TV) - Tessa Lewis
- The O.C. (2003-2005) (TV) - Hailey Nichol
- Romy and Michele: In the Beginning (2005) (TV) - Trevlig tjej
- No Place Like Home (2003) (TV)
- Angel Blade (2002) - Samantha Goodman
- CSI: Crime Scene Investigation (TV) - Ridande tonåring
- Kiss & Tell (1996) - Liten tjej
- Love and Happiness (1995) - Charlie's barns syster

### Producent
- Matter (2008) (Associate Producer)
- Pipeline (2007) (Producer)
- Gentleman B. (2000) (Co-Producer)
- Missing Emotions (1997) (Co-Producer)

### Sig själv (Pratprogrametc.)
- The Teen Choice Awards 2005 (2005) (TV)
- m The Late Late Show with Craig Kilborn (1 avsnitt, 2004)
- On-Air with Ryan Seacrest (1 avsnitt, 2004)